# Maxthon
Maxthon (originariamente MyIE2) è un browser web che fa utilizzo di tecnologie cloud computing e che impiega i motori di rendering MSHTML e WebKit.
Dalla versione 4.0.0.0000 il browser può essere sincronizzato attraverso funzioni cloud con altri dispositivi a patto che venga creato un account Maxthon Passport e che venga installato Maxthon Cloud Browser su altri dispositivi, come ad esempio Android.

## Versioni
Con il rilascio della versione 1.0 il suo nome è stato modificato in Maxthon. Questa versione impiega lo stesso motore di rendering di Internet Explorer sfruttando la versione installata nei sistemi Windows. Rispetto ad Internet Explorer, Maxthon aggiunge una diversa interfaccia grafica e funzioni differenti.
Con il rilascio di Maxthon 3.x è stato introdotto il supporto al motore di rendering WebKit, il medesimo impiegato dai browser Google Chrome e Safari. In queste versioni il browser è in grado di caricare una pagina sia utilizzando MSHTML sia WebKit.
Ad agosto 2013 è il browser che ha ottenuto il maggior punteggio nell'HTML5 Test risultando il 10% più veloce di Google Chrome e Opera risultando così il browser più veloce.
A partire dalla versione 4.0, pubblicata il 10 dicembre 2012, Maxthon ha cambiato nome in Maxthon Cloud Browser. Disponibile anche per dispositivi mobili quali Android ed iOS, integra infatti numerose funzioni di cloud browsing che permettono di interrompere la navigazione in ogni momento per poi continuare su altri dispositivi in mobilità, oppure è possibile visualizzare la propria cronologia, i propri preferiti e navigare utilizzando le proprie preferenze con un semplice accesso al Maxthon Passport.

## Piattaforma
Maxthon cloud browser è disponibile per Windows, Android, macOS, iOS, Windows Phone e da aprile 2014 anche per Linux. Risulta ottimizzata in miglior modo e con maggior frequenza aggiornato su Windows e su Android poiché il numero di utenti è maggiore. Notevole è anche il numero di utilizzatori su piattaforma Windows Phone ottenendo (nello store Microsoft) un buon punteggio (4 stelle attualmente).

## Stabilità

### Modalità Ultra
Per opzione predefinita, Maxthon usa la Modalità Ultra, che si avvale del motore di rendering Webkit. Quest'ultimo è più veloce del Trident usato dalla modalità retro.

### Modalità Retro
Alcune pagine web più datate, che non rispettano i più recenti standard, possono risultare distorte, avere menu che non funzionano, non venire visualizzate affatto, o possono addirittura provocare crash in altri browser. Normalmente Maxthon 3 riconoscerà tali pagine e passerà automaticamente alla Modalità Retro, concepita per gestire queste pagine obsolete. Se il motore di visualizzazione Retro non riesce ad ovviare automaticamente ad un problema, basta premere il pulsante  a destra della Barra Indirizzi. Premendo il pulsante di cambio della modalità, si dovrebbe rimediare agli errori della pagina. Alla prossima visita dello stesso sito web, Maxthon userà automaticamente la modalità migliore per la visualizzazione di quel determinato sito web.

## Elenco caratteristiche
Dal menù principale del browser, previa creazione di un account (Maxthon Passport), è possibile accedere ad alcuni servizi, come il forum della comunità e scaricare nuove skins.
- Sistema di tabbed browsing;
- Gestione avanzate delle funzionalità del mouse;
- MaxUpdate: un servizio di aggiornamento automatico;
- Super Drag&Drop: un drag&drop avanzato;
- AD Hunter: un sistema avanzato per il blocco dei banner;
- Supporto skin;
- Ricerche programmabili (tramite motori di ricerca come Yahoo! o Google);
- Supporto parziale del motore di rendering Gecko
- Modalità lettura (Solo per Windows, Android e iOS)
- Comandi Mouse di Maxthon permette di navigare sul web effettuando determinati movimenti del mouse che comunicano al browser di eseguire comandi preimpostati